# 스테이트팜
스테이트팜(State Farm)은 미국의 보험 및 금융 서비스 기업집단으로, 2017년 매출액 기준 포춘 500 기업 중 33위에 랭크된 대기업이다. 1922년 은퇴한 농부 조지 마헐(George J. Mecherle)이 농부들을 위한 상호 자동차 보험 회사로서 창립해, 이후 생명보험, 화재보험, 은행 및 금융 등으로 사업 영역을 넓혀나가 지금에 이르렀다.